# Friedrich Wilhelm Karl Jacob

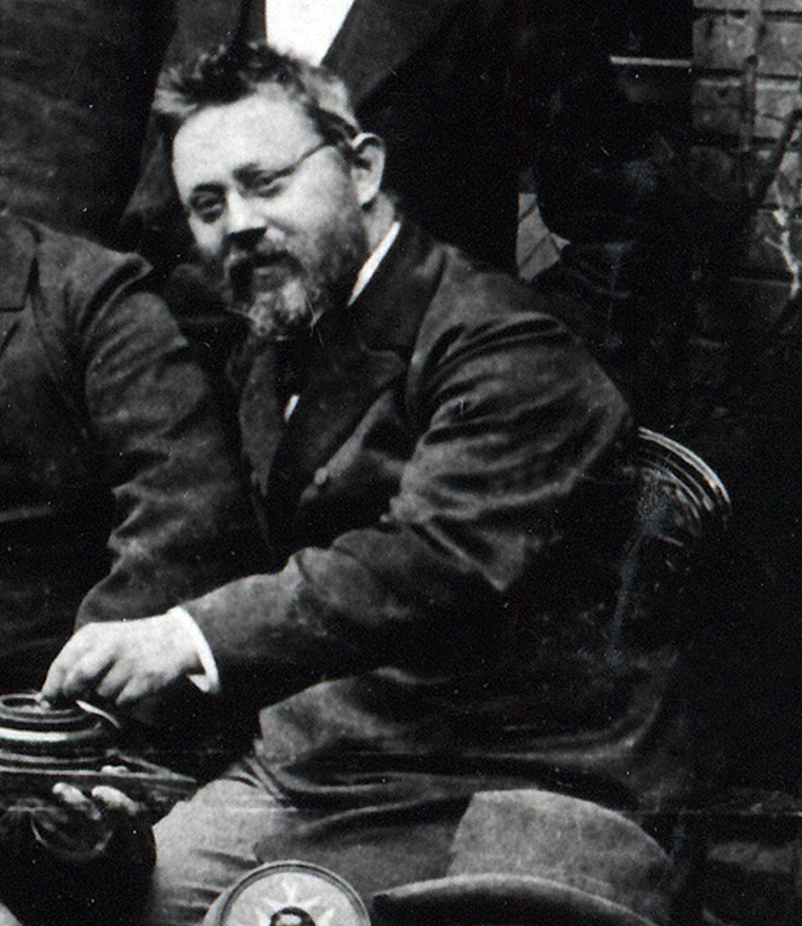
Architekt und Kirchenbaumeister Friedrich Wilhelm Karl Jacob. Ausschnitt aus einem Gruppenbild, das zum 80. Geburtstag von Conrad Wilhelm Hase im Dezember 1898 aufgenommen wurde.

Friedrich Wilhelm Karl Jacob (* 30. April 1850 in Orferode; † 14. August 1906 in Hannover) war ein deutscher Architekt und Kirchenbaumeister. Jacob gilt als Vertreter der Hannoverschen Architekturschule und war ab 1895 Mitglied der Bauhütte zum weißen Blatt.

## Leben
Friedrich Wilhelm Karl Jacob ist als Sohn des Schullehrers Nicolaus Jacob und dessen Frau Anna Martha (geb. Schabacker) in Orferode aufgewachsen. Er besuchte die Höhere Gewerbeschule in Kassel und traf hier auf Georg Gottlob Ungewitter, der an der Höheren Gewerbeschule, einem Vorläufer der Universität Kassel, als Lehrer wirkte. Im Jahr 1870 begann er ein Studium an der Polytechnischen Schule in Hannover und wurde Schüler und später ein enger Mitarbeiter von Conrad Wilhelm Hase.

## Architektonisches Werk
Von etwa 1888 bis 1901 war Jacob als Mitarbeiter im Architekturbüro von Conrad Wilhelm Hase in Hannover tätig. In dieser Zeit sammelte er unter der Leitung von Hase zahlreiche Erfahrungen als Bauleiter bei Restaurierungen, Erweiterungen und Neubauten von Kirchen. Gleichzeitig begann Jacob eine Tätigkeit als selbstständiger Architekt aufzubauen. Sein erstes eigenes Kirchenbauprojekt war (1894–1895) die evangelisch-lutherische Kirche in Ostgroßefehn. Sein letzter Kirchenbau war die evangelisch-lutherische Marienkirche in Suhlendorf (1904–1905). Aufgrund des Baustils wird vermutet, dass die im Jahr 1904 errichtete Kapelle zu Höver auch ein Werk Jacobs sein könnte. Belege für diese Vermutung fehlen zurzeit noch. 
- Ostgroßefehn: Neubau der Evangelisch-lutherischen Kirche (1894–1895)
- Nienburg: Wettbewerbsentwurf für Evangelisch-lutherischen Stadtkirche St. Martin (1895)
- Münkeboe: Neubau der Evangelisch-lutherischen Kirche zum guten Hirten (1899–1900)
- Nörten-Hardenberg: Neubau der Evangelisch-lutherischen Christus-Kirche (1902–1904)
- Suhlendorf: Neubau der Evangelisch-lutherischen Marienkirche (1904–1905)